# Emozioni (brano musicale Lucio Battisti)
Emozioni è un brano musicale composto da Lucio Battisti e Mogol, e interpretato originariamente dallo stesso Battisti, che lo pubblicò il 15 ottobre 1970 nel singolo Emozioni/Anna.
È una delle canzoni più conosciute e apprezzate della coppia Mogol-Battisti ed è considerata un classico della musica leggera italiana. Si trova infatti al primo posto nella classifica dei 200 migliori brani nella storia della musica italiana secondo Rolling Stones.

## Testo
Il testo di Mogol contiene delle riflessioni sull'esistenza.

## Composizione
La composizione di Emozioni fu piuttosto lunga e meditata per gli standard della coppia Battisti-Mogol, che solitamente scrivevano nuovi brani in poco tempo.
Le origini del brano risalgono al viaggio a cavallo da Milano a Roma che i due artisti avevano compiuto nell'estate del 1970. Fu proprio durante il viaggio che Battisti trovò l'ispirazione per la parte musicale, che fu l'unica nuova composizione nata nel corso della cavalcata. Al ritorno, Battisti registrò la musica su un nastro, che lasciò a Mogol per consentirgli di comporre il testo con maggiore calma.
Mogol scrisse il testo in due momenti: una prima parte in casa, composta d'impulso in un momento d'introspezione. Per la parte rimanente trovò l'ispirazione mentre era in automobile, in un momento piuttosto scomodo: Mogol era al volante, la macchina era piena (c'erano a bordo la moglie e due figli), non aveva carta dove scrivere, e non aveva né un impianto per ascoltare le cassette né qualcuno che potesse ricordargli la melodia cantandola. Dovette quindi ripetersi la melodia mentalmente, e sforzarsi di non dimenticare i versi che componeva. Solo quando arrivò a casa ebbe modo di imprimere su carta il testo che aveva ideato.
Mogol scriveva spesso i testi di getto, in momenti di ispirazione, e in particolare aveva composto in automobile anche Una lacrima sul viso ed E penso a te.
Probabilmente questa circostanza influì sul risultato finale, costituito da versi lunghi e irregolari. Il testo fu ispirato inoltre dalla libertà che aveva respirato nel corso del viaggio a cavallo e dal contatto con la natura.

## Interpretazione di Lucio Battisti

### Registrazione
L'arrangiamento (chitarra acustica e sezione di archi) fu curato da Gian Piero Reverberi e sostanziò l'intensa emozione affettiva e la commozione estetica della composizione.
Nella registrazione accompagnarono Battisti il batterista Franz Di Cioccio, il chitarrista Franco Mussida e il tastierista Flavio Premoli il bassista Giorgio "Fico" Piazza, che l'anno dopo formeranno con Mauro Pagani la Premiata Forneria Marconi.

### Pubblicazione
Fu pubblicato come singolo il 15 ottobre 1970, nel 45 giri Emozioni/Anna.
Nel dicembre dello stesso anno fu inserito nell'omonimo album.

### Videoclip
Esistono due video di Battisti che canta Emozioni. Uno è quello della partecipazione al programma televisivo di capodanno "E tu che fai? Io stasera vado a casa di Ornella", trasmesso il 1º gennaio 1971 sul primo canale della RAI, dove Battisti canta in playback. Tale video è stato inserito nel VHS Le immagini più belle di un mito intramontabile pubblicato nel 1992 e nel DVD Il nostro canto libero pubblicato nel 2007.
Un altro (soprannominato "video della draga" per distinguerlo dal precedente) è la partecipazione al programma Il mio bar della radiotelevisione svizzera, mandato in onda il 15 maggio 1971, nel quale Battisti canta in playback seduto su un battello-draga.
Una parte della canzone, inoltre, venne interpretata da Battisti e Mina, dal vivo e all'interno di un medley, a conclusione del celebre duetto avvenuto nella trasmissione televisiva Teatro 10 il 23 aprile 1972.

### Versione acustica inedita
Del brano esiste una seconda esecuzione di Battisti, che si presenta come una registrazione di prova e non definitiva, in cui il brano è eseguito in versione acustica con Battisti alla chitarra e Alessandro Colombini al pianoforte. La registrazione è rimasta inedita ed è in possesso dello stesso Colombini. Infine esiste una interpretazione con sola chitarra alla trasmissione radiofonica "Per voi giovani", registrata a dicembre 71 e andata in onda a gennaio 72. È stata trasmessa nello speciale televisivo di Rai Due Eventi Pop - Lucio emozioni sempre del 5 marzo 2003, successivamente replicato più volte con il nome Il nostro caro Lucio - antologia Battisti.

## Altre versioni
Nel corso del tempo, il brano è stato reinterpretato da molti altri artisti, tra cui:
- Patty Pravo (album Di vero in fondo, 1971)
- Mina, che la interpretò in versione studio in Minacantalucio del 1975 e dal vivo in Mina Live '78 del 1978
- Severino Gazzelloni (album Il flauto d'oro di Severino Gazzelloni "In pop", 1976)
- Coro degli Angeli (album Canzoni di Mogol Battisti, 1982)
- Marcella Bella (album Canzoni d'amore. Premiatissima '84, 1984)
- Gianni Morandi (album Morandi in teatro, 1986 e Amici miei, 1988)
- Fred Bongusto (album Paradiso perduto, 1988)
- Richard Clayderman (album Quel gran genio del mio amico, 1989)
- Tiziana Ghiglioni (album Ci ritorni in mente, 1990 e A Lucio Battisti 2, 2000)
- Formula 3 (album 25 anni di Lucio Battisti visto da noi, 1993)
- Maurizio Vandelli (album Mina contro Battisti, 1995)
- Stefano Sani (album Le belle di Lucio Battisti, 1998)
- Luca Sardella (album Luca Sardella canta Battisti & Co. n. 1, 1998)
- Renato Sellani (album Per Lucio Battisti, 2000)
- Beans (album I Beans cantano Battisti, 2000)
- Patty Pravo (album Emozioni dal vivo, 2004)
- Claudio Baglioni (album Quelli degli altri tutti qui, 2006)
- Dolcenera (album Innocenti evasioni 2006, 2006)
- Doctor 3 (album Blue, 2007)
- Mia Martini (album Live 2007 - "Il Concerto", 2007)